# Emmanuel Rakotovahiny
Emmanuel Rakotovahiny (Toliara, 16 augustus 1938 – 1 juli 2020) was een Malagassisch politicus en premier van Madagaskar van 30 oktober 1995 tot 28 mei 1996, tijdens het presidentschap van Albert Zafy. Tevens was hij president van de UNDD (Union Nationale pour le Développement et la Démocratie) en vicepresident van de CRN. 
Rakotovahiny was als premier opvolger van Francisque Ravony en werd opgevolgd door Norbert Ratsirahonana.